# (497) Ива
(497) Ива (лат. Iva) — астероид главного пояса, который принадлежит к металлическому спектральному классу M. Он был открыт 4 ноября 1902 года американским астрономом Раймондом Дуганом в обсерватории Хайдельберг и назван в честь дочери первооткрывателя.